# Thelenota
Genre
Thelenota est un genre de concombres de mer de l'ordre des Synallactida.

## Description et caractéristiques
Ce sont des holothuries massives, de section plus ou moins rectangulaire, et atteignant parfois des dimensions spectaculaires. La face orale (le trivium) est plane, et couverte de nombreux podia alignés. Le tégument est épais, et couvert d'épaisses papilles et autres tuberculosités. Les tentacules buccaux sont de type pelté, servant à ramasser le sédiment pour l'ingérer.
Toutes ces holothuries sont tropicales, et se rencontrent dans les écosystèmes tropicaux du bassin Indo-Pacifique. 

## Liste des genres
Selon World Register of Marine Species (25 novembre 2017) :
- Thelenota ananas (Jaeger, 1833) -- Holothurie ananas
- Thelenota anax Clark, 1921 -- Holothurie géante
- Thelenota rubralineata Massin & Lane, 1991 -- Holothurie sucre d'orge.

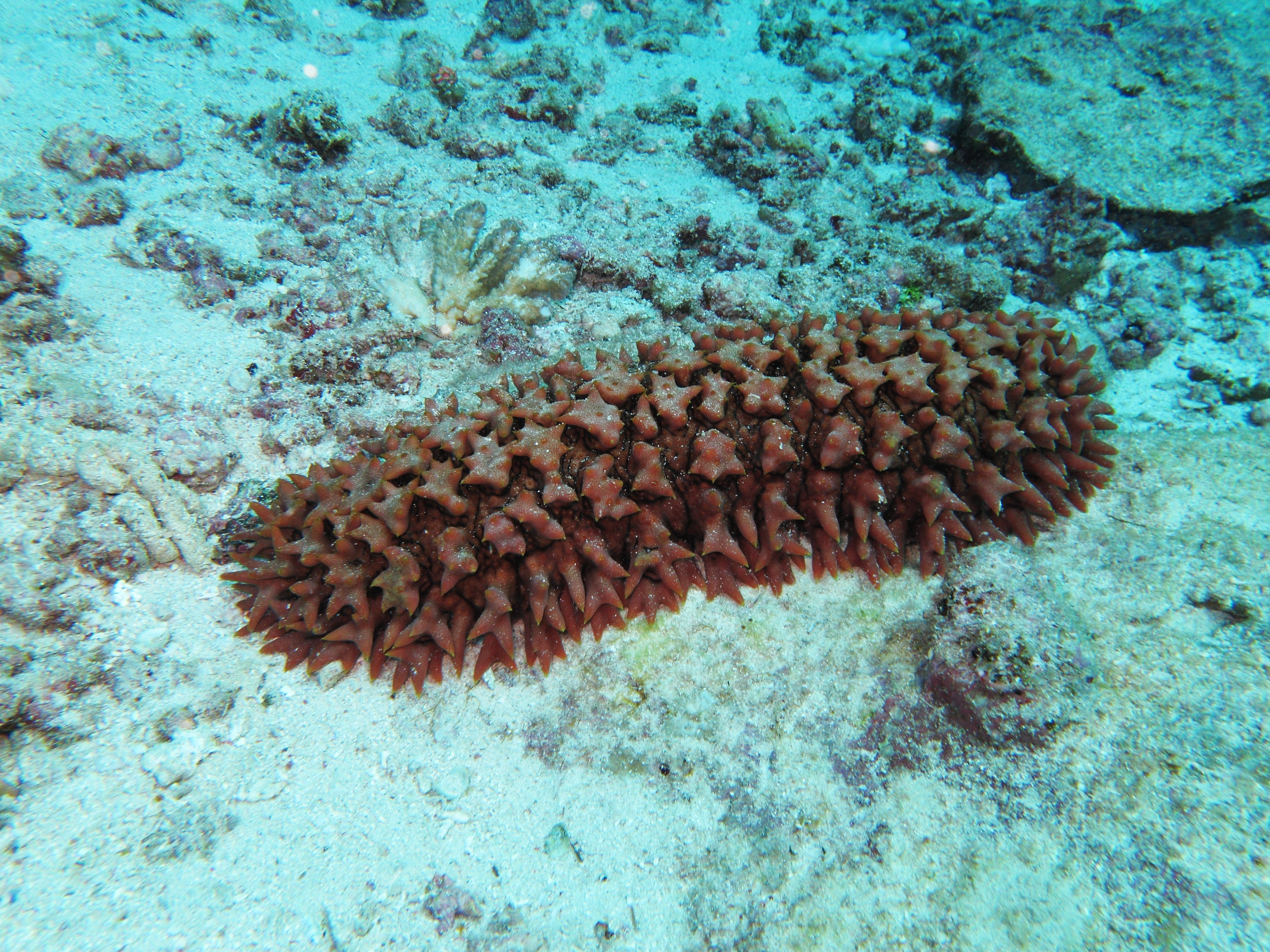
Thelenota ananas
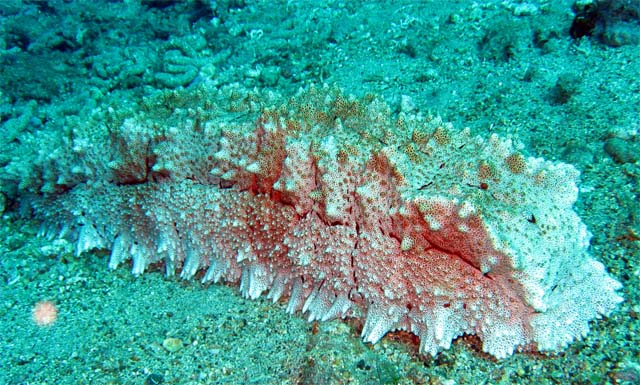
Thelenota anax
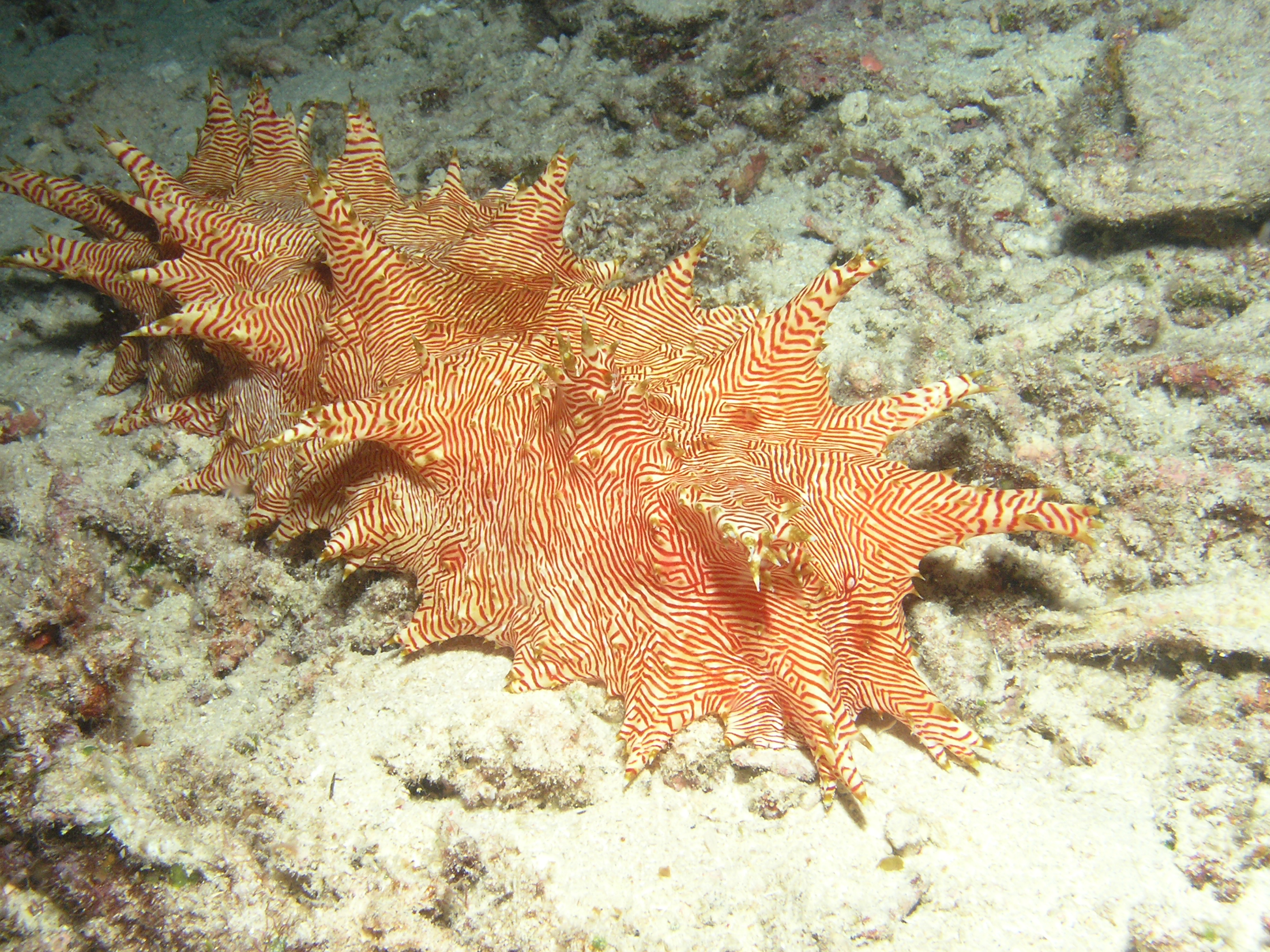
Thelenota rubralineata